# لويس، أمير كوندي
لويس، أمير كوندي (بالفرنسية: Louis Ier de Bourbon-Condé )‏ (و. 1530 – 1569 م) هو سياسي، وعسكري فرنسي، توفي عن عمر يناهز 39 عاماً، بسبب قتل في المعركة.

## روابط خارجية
- لويس، أمير كوندي على موقع الموسوعة البريطانية (الإنجليزية)